# Василије Копривица
Василије Копривица (Реновац, код Никшића, 10. април 1919 — Невесиње, 28. март 1943), учесник Народноослободилачке борбе и народни херој Југославије.

## Биографија
Рођен је 1919. године у селу Реновцу, код Никшића, у сиромашној сељачкој породици. До 1941. се бавио земљорадњом.
Учесник Народноослободилачке борбе је од 1941. године. Био је борац Копривачке чете и затим Бањско-вучедолског батаљона.
На дан формирања Пете пролетерске црногорске бригаде 12. јуна 1942. године, постао је борац, а затим командир чете у њеном Трећем батаљону. Исте је године постао члан Комунистичке партије Југославије.
Учествовао је у свим борбама Пете црногорске бригаде у Босни и Херцеговини. Погинуо је током јуриша на непријатељске положаје у Невесињу 28. марта 1943. године.
Указом Президијума Народне скупштине Федеративне Народне Републике Југославије, 20. децембра 1951. године, проглашен је за народног хероја.